# María José Martínezová Sánchezová
María José Martínezová Sánchezová (* 12. srpna 1982 Yecla, Murcia) je bývalá španělská profesionální tenistka. Ve své kariéře na okruhu WTA Tour vyhrála pět singlových a jednadvacet deblových turnajů. V rámci okruhu ITF získala dvanáct titulů ve dvouhře a dvacet tři ve čtyřhře.
Na žebříčku WTA byla ve dvouhře nejvýše klasifikována v květnu 2010 na 19. místě a ve čtyřhře pak v červenci téhož roku na 4. místě. Trénovali ji Alejo Mancisidor, Mikel González, Victor López a Andreu Guilera.
V roce 2009 zvítězila s Nurií Llagosteraovou Vivesovou v ženské čtyřhře Turnaje mistryň.

## Soukromý život
V červenci 2012 se po devítiletém vztahu v Barceloně provdala za Juana Dominga Péreze. Do manželství se v listopadu 2013 narodila dcera Andrea.
Na dvorce se hráčka vrátila deblovou soutěží Miami Open 2015, poprvé v páru s Ruskou Věrou Duševinovou, u níž se jednalo také o návrat od červnového Wimbledonu 2014 a zranění lokte.

## Týmové soutěže

### Fed Cup
Ve španělském fedcupovém týmu debutovala v roce 2008 semifinálem světové skupiny proti Čínské lidové republice, v němž vyhrála s Nurií Llagosteraovou Vivesovou závěrečnou čtyřhru nad párem Sun Tchien-tchien a Pcheng Šuaj. Španělky tak postoupily do finále po vítězství 4:1 na zápasy. Do roku 2019 v soutěži nastoupila ke třinácti mezistátním utkáním s bilancí 6–3 ve dvouhře a 4–4 ve čtyřhře.

### Letní olympijské hry
Španělsko reprezentovala na Letních olympijských hrách 2008 v Pekingu, kde v ženské dvouhře startovala na divokou kartu ITF. Po výhře nad Klárou Zakopalovou vypadla ve druhém kole s Číňankou Čeng Ťie. Do ženské čtyřhry nastoupila se stabilní partnerkou Llagosteraovou Vivesovou. Soutěž opustily v prvním kole po prohře od sedmého nasazeného páru Jelena Vesninová a Věra Zvonarevová z Ruska.
Zúčastnila se také londýnských Her XXX. olympiády, kde v úvodním kole dvouhry zdolala Slovinku Polonu Hercogovou, aby následně uhrála na světovou jedničku Viktorii Azarenkovou jen tři gamy. Spolu s Llagosteraovou Vivesovou vytvořily v ženské čtyřhře osmou nasazenou dvojici. Skončily již ve druhém kole na raketách čínských tenistek Čeng Ťie a Pcheng Šuaj.

### Hopman Cup
Španělsko zastupovala také na Hopmanově poháru. V roce 2010 vyhrála s Tommym Robredrem základní skupinu, když porazila Američanku Melanii Oudinovou, Rumunku Soranu Cîrsteaovu i Australanku Samanthu Stosurovu. Přestože ve finále podlehla Lauře Robsonové, dokázali Španělé zvítězit v rozhodujícím mixu nad Robsonovou s Andym Murraym. Velkou Británii tak porazili 2:1 na zápasy a získali titul.

## Tenisová kariéra
V roce 1999 zvítězila na juniorském Orange Bowlu v kategorii 18letých. Spolu s krajankou Anabel Medinaovou Garriguesovou vyhrály juniorskou čtyřhru na French Open 2000, když ve finále deklasovaly chorvatsko-ruskou dvojici Matea Mezaková a Dinara Safinová po setech 6–0 a 6–1.

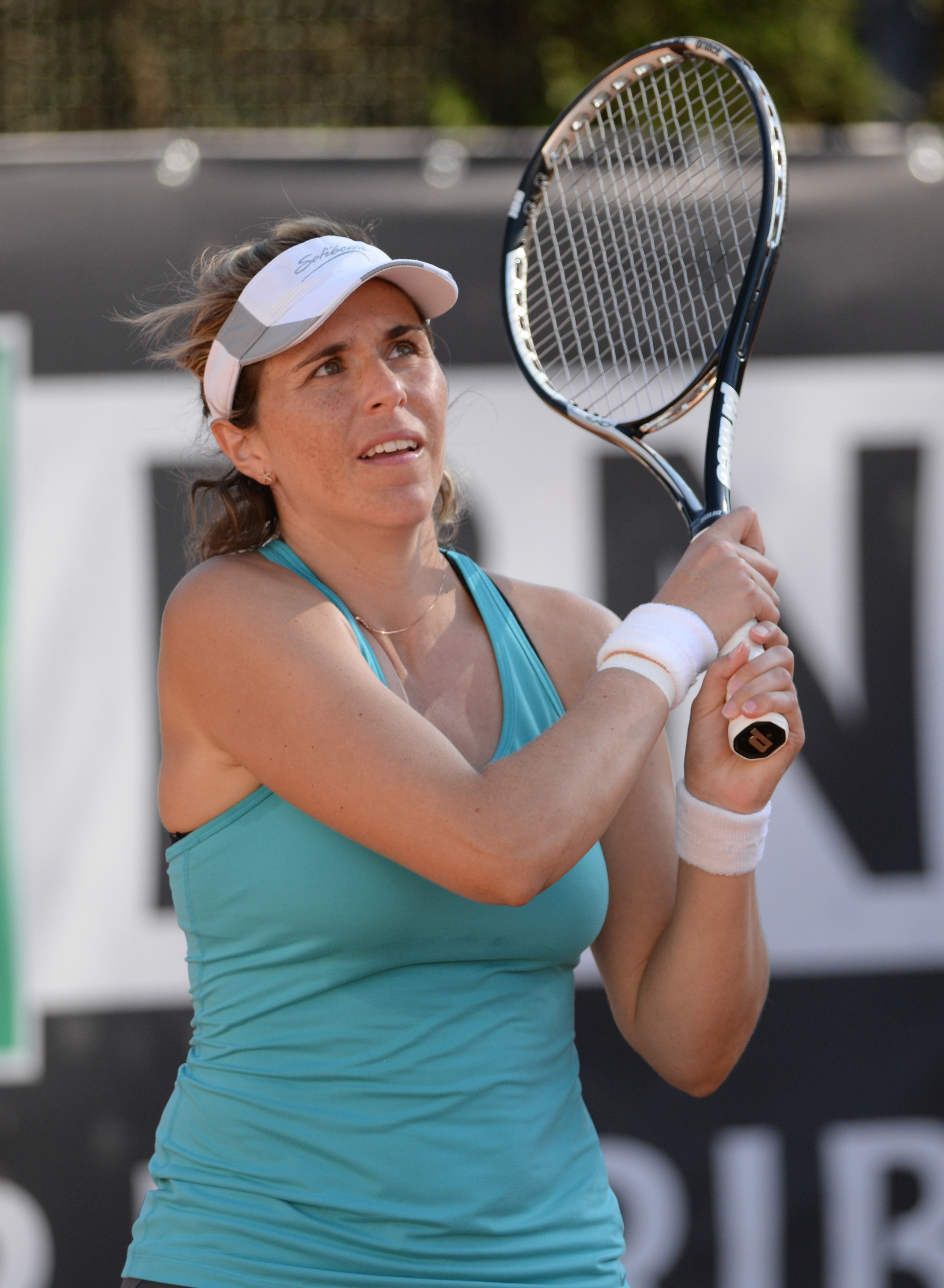
Během Rome Masters 2015

V rámci hlavních soutěží událostí okruhu ITF debutovala v dubnu 1997, když na turnaji ve španělském Balagueru s dotací 10 tisíc dolarů postoupila z kvalifikace. Ve druhém kole podlehla krajance Eleně Salvadorové Rejové. Premiérový singlový titul v této úrovni tenisu vybojovala na valladolidské události s rozpočtem 25 tisíc dolarů v červenci 1999. Ve finále přehrála Jihokorejku Ju-Yeon Choi.
V kvalifikaci singlu okruhu WTA Tour debutovala na březnovém Miami Masters 2000. Na úvod kvalifikace podlehla české tenistce Lence Němečkové až v tiebreaku závěrečné třetí sady. Do premiérového semifinále se probojovala na Madrid Open 2001 po zdolání Francouzky Sandrine Testudové. V něm ji však vyřadila pozdější šampionka Arantxa Sánchezová Vicariová. Již před turnajem poprvé v kariéře pronikla do elitní světové stovky, když ve vydání žebříčku WTA ze 7. května 2001 postoupila ze 106. na 95. příčku. Mezi nejlepších padesát se posunula 20. dubna 2004 na 46. místo a do dvacítky 10. května 2010 na 19. příčku. V deblové klasifikaci prožila debut v nejlepší světové desítce 19. října 2004, kdy jí patřila 10. pozice.
Debut v hlavní soutěži nejvyšší grandslamové kategorie zaznamenala v ženském singlu Australian Open 2001, když prošla kvalifikačním sítem. V úvodním kole však nenašla recept na americkou turnajovou trojku Venus Williamsovou po třísetovém průběhu. Jednalo se o její první zápas dvouhry v hlavní soutěži okruhu WTA Tour. V singlových soutěžích grandslamu se stalo maximem třetí kolo na všech čtyřech majorech.
Při jediné účasti na Turnaji mistryň v roce 2009 získala v páru s krajankou Nurií Llagosteraovou Vivesovou deblovou trofej poté, co v závěrečném duelu zdolaly dvojici Cara Blacková a Liezel Huberová až v rozhodujícím supertiebreaku.

## Finále na okruhu WTA Tour
| Legenda                                      |
| -------------------------------------------- |
| D – dvouhra; Č – čtyřhra                     |
| Grand Slam (0)                               |
| Turnaj mistryň (1–0 Č)                       |
| Premier Mandatory & Premier 5 (1–0 D; 3–4 Č) |
| Premier (3–3 Č)                              |
| International (4–1 D, 14–7 Č)                |

### Dvouhra: 6 (5–1)
| Stav       | č. | datum             | turnaj                | povrch | soupeřka ve finále             | výsledek           |
| ---------- | -- | ----------------- | --------------------- | ------ | ------------------------------ | ------------------ |
| Finalistka | 1. | 15. června 2008   | Barcelona, Španělsko  | antuka | Maria Kirilenková              | 0–6, 2–6           |
| Vítězka    | 1. | 22. února 2009    | Bogotá, Kolumbie      | antuka | Gisela Dulková                 | 6–3, 6–2           |
| Vítězka    | 2. | 11. července 2009 | Båstad, Švédsko       | antuka | Caroline Wozniacká             | 7–5, 6–4           |
| Vítězka    | 3. | 8. května 2010    | Řím, Itálie           | antuka | Jelena Jankovićová             | 7–6(7–5), 7–5      |
| Vítězka    | 4. | 17. července 2011 | Bad Gastein, Rakousko | antuka | Patricia Mayrová-Achleitnerová | 6–0, 7–5           |
| Vítězka    | 5. | 25. září 2011     | Soul, Jižní Korea     | tvrdý  | Galina Voskobojevová           | 7–6(7–0), 7–6(7–2) |

### Čtyřhra: 35 (21–14)
| Stav       | č.  | datum             | turnaj                             | povrch    | spoluhráčka                | soupeřky ve finále                                  | výsledek              |
| ---------- | --- | ----------------- | ---------------------------------- | --------- | -------------------------- | --------------------------------------------------- | --------------------- |
| Vítězka    | 1.  | 4. března 2001    | Acapulco, Mexiko                   | antuka    | Anabel Medina Garriguesová | Virginia Ruano Pascualová Paola Suárezová           | 6–4, 6–7(5–7), 7–5    |
| Vítězka    | 2.  | 8. dubna 2001     | Porto, Portugalsko                 | antuka    | Anabel Medina Garriguesová | Alexandra Fusaiová Rita Grandeová                   | 6–1, 6–7(5–7), 7–5    |
| Vítězka    | 3.  | 6. května 2001    | Bol, Chorvatsko                    | antuka    | Anabel Medina Garriguesová | Naděžda Petrovová Tina Pisniková                    | 7–5, 6–4              |
| Finalistka | 1.  | 16. července 2001 | Palermo, Itálie                    | antuka    | Anabel Medina Garriguesová | Tathiana Garbinová Janette Husárová                 | 4–6, 6–2, 6–4         |
| Finalistka | 2.  | 29. července2001  | Casablanca, Maroko                 | antuka    | María Emilia Salerniová    | Lubomira Bačevová Åsa Svenssonová                   | 6–3, 6–7(4–7), 6–1    |
| Vítězka    | 4.  | 5. srpna 2001     | Basilej, Švýcarsko                 | antuka    | Anabel Medina Garriguesová | Joannette Krugerová Marta Marrerová                 | 7–6(7–5), 6–2         |
| Finalistka | 3.  | 11. srpna 2002    | Espoo, Finsko                      | antuka    | Eva Besová-Ostarizová      | Světlana Kuzněcovová Arantxa Sánchez Vicariová      | 6–3, 6–7(5–7), 6–3    |
| Finalistka | 4.  | 13. července 2003 | Palermo, Itálie (2)                | antuka    | Arantxa Parra Santonjaová  | Adriana Serra Zanettiová Emily Stellatová           | 6–4, 6–2              |
| Vítězka    | 5.  | 2. března 2008    | Acapulco, Mexiko                   | antuka    | Nuria Llagostera Vivesová  | Iveta Benešová Petra Cetkovská                      | 6–2, 6–4              |
| Finalistka | 5.  | 11. května 2008   | Berlín, Německo                    | antuka    | Nuria Llagostera Vivesová  | Cara Blacková Liezel Huberová                       | 3–6, 6–2, [10–2]      |
| Finalistka | 6.  | 15. června 2008   | Barcelona, Španělsko               | antuka    | Nuria Llagostera Vivesová  | Lourdes Domínguez Linová Arantxa Parra Santonjaová  | 4–6, 7–5, [10–4]      |
| Vítězka    | 6.  | 21. února 2009    | Bogotá, Kolumbie                   | antuka    | Nuria Llagostera Vivesová  | Gisela Dulková Flavia Pennettaová                   | 7–5, 3–6, [10–7]      |
| Vítězka    | 7.  | 28. února 2009    | Acapulco, Mexiko                   | antuka    | Nuria Llagostera Vivesová  | Lourdes Domínguez Linová Arantxa Parra Santonjaová  | 6–4, 6–2              |
| Vítězka    | 8.  | 19. dubna 2009    | Barcelona, Španělsko               | antuka    | Nuria Llagostera Vivesová  | Sorana Cîrsteaová Andreja Klepačová                 | 3–6, 6–2, [10–8]      |
| Finalistka | 7.  | 11. července 2009 | Båstad, Švédsko                    | antuka    | Nuria Llagostera Vivesová  | Gisela Dulková Flavia Pennettaová                   | 6–2, 0–6, [10–5]      |
| Vítězka    | 9.  | 19. července 2009 | Palermo, Itálie                    | antuka    | Nuria Llagostera Vivesová  | Marija Korycevová Darja Kustovová                   | 6–1, 6–2              |
| Finalistka | 8.  | 16. srpna 2009    | Cincinnati, Spojené státy          | tvrdý     | Nuria Llagostera Vivesová  | Cara Blacková Liezel Huberová                       | 6–3, 0–6, [10–2]      |
| Vítězka    | 10. | 23. srpna 2009    | Toronto, Kanada                    | tvrdý     | Nuria Llagostera Vivesová  | Samantha Stosurová Rennae Stubbsová                 | 2–6, 7–5, [11–9]      |
| Vítězka    | 11. | 29. srpna 2009    | New Haven, Spojené státy           | tvrdý     | Nuria Llagostera Vivesová  | Iveta Benešová Lucie Hradecká                       | 6–2, 7–5              |
| Vítězka    | 12. | 1. listopadu 2009 | Turnaj mistryň – Dauhá, Katar      | tvrdý     | Nuria Llagostera Vivesová  | Cara Blacková Liezel Huberová                       | 7–6(7–0), 5–7, [10–7] |
| Vítězka    | 13. | 20. února 2010    | Dubaj, SAE                         | tvrdý     | Nuria Llagostera Vivesová  | Květa Peschkeová Katarina Srebotniková              | 7–6(7–5), 6–4         |
| Finalistka | 9.  | 9. května 2010    | Řím, Itálie                        | antuka    | Nuria Llagostera Vivesová  | Gisela Dulková Flavia Pennettaová                   | 6–4, 6–2              |
| Finalistka | 10. | 23. října 2010    | Moskva, Rusko                      | tvrdý (h) | Sara Erraniová             | Gisela Dulková Flavia Pennettaová                   | 6–3, 2–6, [10–6]      |
| Vítězka    | 14. | 20. února 2011    | Dubaj, Spojené arabské emiráty (2) | tvrdý     | Liezel Huberová            | Květa Peschkeová Katarina Srebotniková              | 7–6(7–5), 6–3         |
| Vítězka    | 15. | 9. července 2011  | Båstad, Švédsko                    | antuka    | Lourdes Domínguez Linová   | Nuria Llagostera Vivesová Arantxa Parra Santonjaová | 6–3, 6–3              |
| Vítězka    | 16. | 23. června 2012   | Eastbourne, Spojené království     | tráva     | Nuria Llagostera Vivesová  | Liezel Huberová Lisa Raymondová                     | 6–4skreč              |
| Vítězka    | 17. | 19. června 2016   | Mallorca, Španělsko                | tráva     | Gabriela Dabrowská         | Anna-Lena Friedsamová Laura Siegemundová            | 6–4, 6–2              |
| Vítězka    | 18. | 23. září 2017     | Tokio, Japonsko                    | tvrdý     | Andreja Klepačová          | Darja Gavrilovová Darja Kasatkinová                 | 6–3, 6–2              |
| Finalistka | 11. | 6. ledna 2018     | Brisbane, Austrálie                | tvrdý     | Andreja Klepačová          | Kiki Bertensová Demi Schuursová                     | 5–7, 2–6              |
| Finalistka | 12. | 18. února 2018    | Dauhá, Katar                       | tvrdý     | Andreja Klepačová          | Gabriela Dabrowská Jeļena Ostapenková               | 3–6, 3–6              |
| Finalistka | 13. | 8. dubna 2018     | Charleston, Spojené státy          | antuka    | Andreja Klepačová          | Alla Kudrjavcevová Katarina Srebotniková            | 3–6, 3–6              |
| Vítězka    | 19. | 24. června 2018   | Mallorca, Španělsko                | tráva     | Andreja Klepačová          | Lucie Šafářová Barbora Štefková                     | 6–1, 3–6, [10–3]      |
| Vítězka    | 20. | 5. května 2019    | Rabat, Maroko                      | antuka    | Sara Sorribes Tormová      | Georgina García Pérezová Oxana Kalašnikovová        | 7–5, 6–1              |
| Finalistka | 14. | 23. června 2019   | Mallorca, Španělsko                | tráva     | Sara Sorribes Tormová      | Kirsten Flipkensová Johanna Larssonová              | 2–6, 4–6              |
| Vítězka    | 21. | 23. srpna 2019    | Bronx Open, USA                    | tvrdý     | Darija Juraková            | Margarita Gasparjanová Monica Niculescuová          | 7–5, 2–6, [10–7]      |

## Finále soutěží družstev: 1 (1–0)
| Stav    | Č. | Datum         | Soutěž                      | Povrch    | Spoluhráč     | Finalisté                   | Výsledek |
| ------- | -- | ------------- | --------------------------- | --------- | ------------- | --------------------------- | -------- |
| Vítězka | 1. | 9. ledna 2010 | Hopman Cup Perth, Austrálie | tvrdý (h) | Tommy Robredo | Andy Murray Laura Robsonová | 2–1      |

## Finále juniorských Grand Slamů

### Čtyřhra juniorek: 1 (1–0)
| Stav    | rok  | turnaj      | povrch | spoluhráčka                   | soupeřky ve finále             | výsledek |
| ------- | ---- | ----------- | ------ | ----------------------------- | ------------------------------ | -------- |
| Vítězka | 2000 | French Open | antuka | Anabel Medinaová Garriguesová | Matea Mezaková Dinara Safinová | 6–0, 6–1 |

## Postavení na konečném žebříčku WTA

### Dvouhra
| Rok    | 1998 | 1999   | 2000   | 2001  | 2002   | 2003   | 2004 | 2005   | 2006   | 2007   | 2008  | 2009  | 2010  | 2011  | 2012   | 2013   | 2014 | 2015 | 2016   | 2017   |
| Pořadí | 667. | ▲ 329. | ▲ 153. | ▲ 92. | ▼ 278. | ▼ 348. | —    | ▼ 397. | ▲ 109. | ▼ 174. | ▲ 92. | ▲ 27. | ▼ 28. | ▼ 35. | ▼ 161. | ▼ 532. | —    | —    | ▲ 664. | ▲ 636. |

### Čtyřhra
| Rok    | 2001 | 2002  | 2003   | 2004   | 2005   | 2006  | 2007   | 2008  | 2009 | 2010  | 2011  | 2012  | 2013   | 2014 | 2015   | 2016  | 2017  |
| Pořadí | 39.  | ▼ 79. | ▼ 112. | ▼ 265. | ▲ 131. | ▲ 62. | ▼ 108. | ▲ 30. | ▲ 6. | ▼ 15. | ▼ 21. | ▲ 15. | ▼ 129. | —    | ▼ 115. | ▲ 42. | ▲ 24. |